# Nicolai Lilin

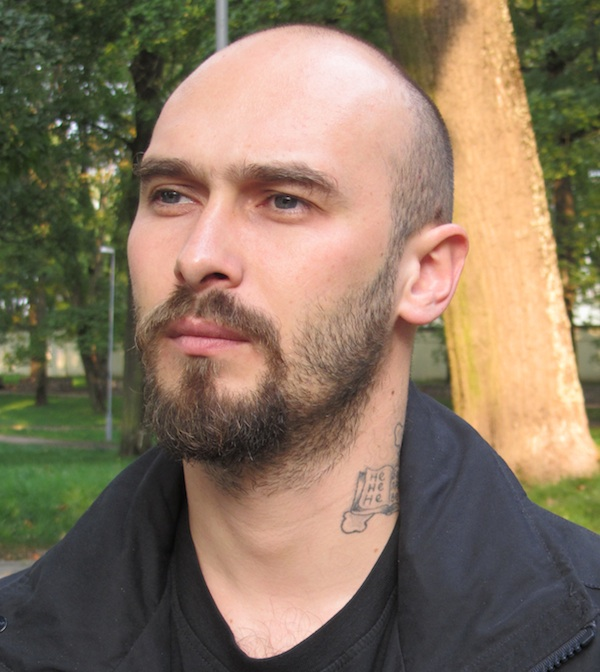
Nicolai Lilin (2011)

Nicolai Lilin (bürgerlich russisch Николай Вержбицкий Nikolai Werschbizki, in Italien Nicolai Verjbitkii; * 12. Februar 1980 in Bender, auch Tighina genannt, damals Moldauische Sozialistische Sowjetrepublik) ist ein in der Sowjetunion geborener russischer Schriftsteller.

## Leben
Lilin lebt seit 2003 in der italienischen Provinz Cuneo und schreibt in italienischer Sprache.

## Werke
In seinem ersten Buch Educazione Siberiana (Sibirische Erziehung) aus dem Jahre 2009 schildert er, wie er in einer kriminellen Vereinigung mit sibirischem Hintergrund aufwuchs und „ausgebildet“ wurde. Diese Gruppe mit Namen Urki widmete sich jahrzehntelang dem Raub und Diebstahl, vorwiegend auf den transsibirischen Eisenbahnlinien. Unter Stalin wurden ihre Angehörigen von Sibirien nach Westen, nach Transnistrien, deportiert und setzten dort ihre kriminellen Tätigkeiten fort. Zu den ungeschriebenen Gesetzen der mittlerweile zur Legende gewordenen Urki gehört das Verbot, irgendwelche Kontakte zu staatlichen Institutionen zu haben. Auf Grundlage des Buches wurde 2013 der Film Sibirische Erziehung veröffentlicht.
Lilins zweiter Roman Caduta Libera (Freier Fall) ist eine stark autobiographisch gefärbte Erzählung der Erlebnisse des Autors im Zweiten Tschetschenienkrieg (1999 bis 2009). Aufgrund seiner kriminellen Vergangenheit und seiner Widerspenstigkeit bei der Musterung kommt er als Wehrpflichtiger zu den „Saboteuren“, einer Spezialeinheit der Russischen Heeres, die in Zivil agiert und an den Brennpunkten des Geschehens eingesetzt wird. Unter dem Kommando des Hauptmanns Nossow kämpft diese Einheit neben regulären Armeeeinheiten, Kosaken und OMON-Truppen. Detailliert beschreibt der Autor das grausame Vorgehen sowohl seiner Einheit als auch der tschetschenischen Aufständischen, deren Unterstützung durch islamistische Freiwillige aus dem Ausland und deren Ausrüstung mit US-amerikanischen Waffen, die Korruption innerhalb der russischen Armee sowie seine Schwierigkeiten beim Wiedereintritt in das Zivilleben.

## Veröffentlichungen
- 2010: Sibirische Erziehung, aus dem Italienischen von Peter Klöss. Suhrkamp Verlag, Berlin 2010, ISBN 978-3-518-46162-4.
- 2011: Freier Fall, aus dem Italienischen von Peter Klöss. Suhrkamp Verlag, Berlin 2011, ISBN 978-3-518-46260-7.
- 2011: Il respiro del buio (de.: Der Atem der Dunkelheit). Einaudi, Turin, ISBN 978-88-06-20889-9.
- 2012: Storie sulla pelle. Einaudi, Turin, ISBN 978-88-06-21414-2.
- 2014: Il serpente di Dio. Einaudi, Turin, ISBN 978-88-06-21889-8.

## Verfilmung
- 2011: Educazione Siberiana, Regie: Gabriele Salvatores

## Ausstellungsraum
2011 eröffnete Lilin einen Ausstellungsraum, in dem Lesungen, Vorträge, Ausstellungen etc. stattfinden sollen. Die erste Ausstellung des Autors selbst hatte dort den Titel Il Tatuaggio Siberiano / Ritorno alle origini deutsch: Das sibirische Tattoo/Rückkehr zu den Originalen.